# Тайна вечеря
31°46′19″ пн. ш. 35°13′46″ сх. д. / 31.771817° пн. ш. 35.229369° сх. д.

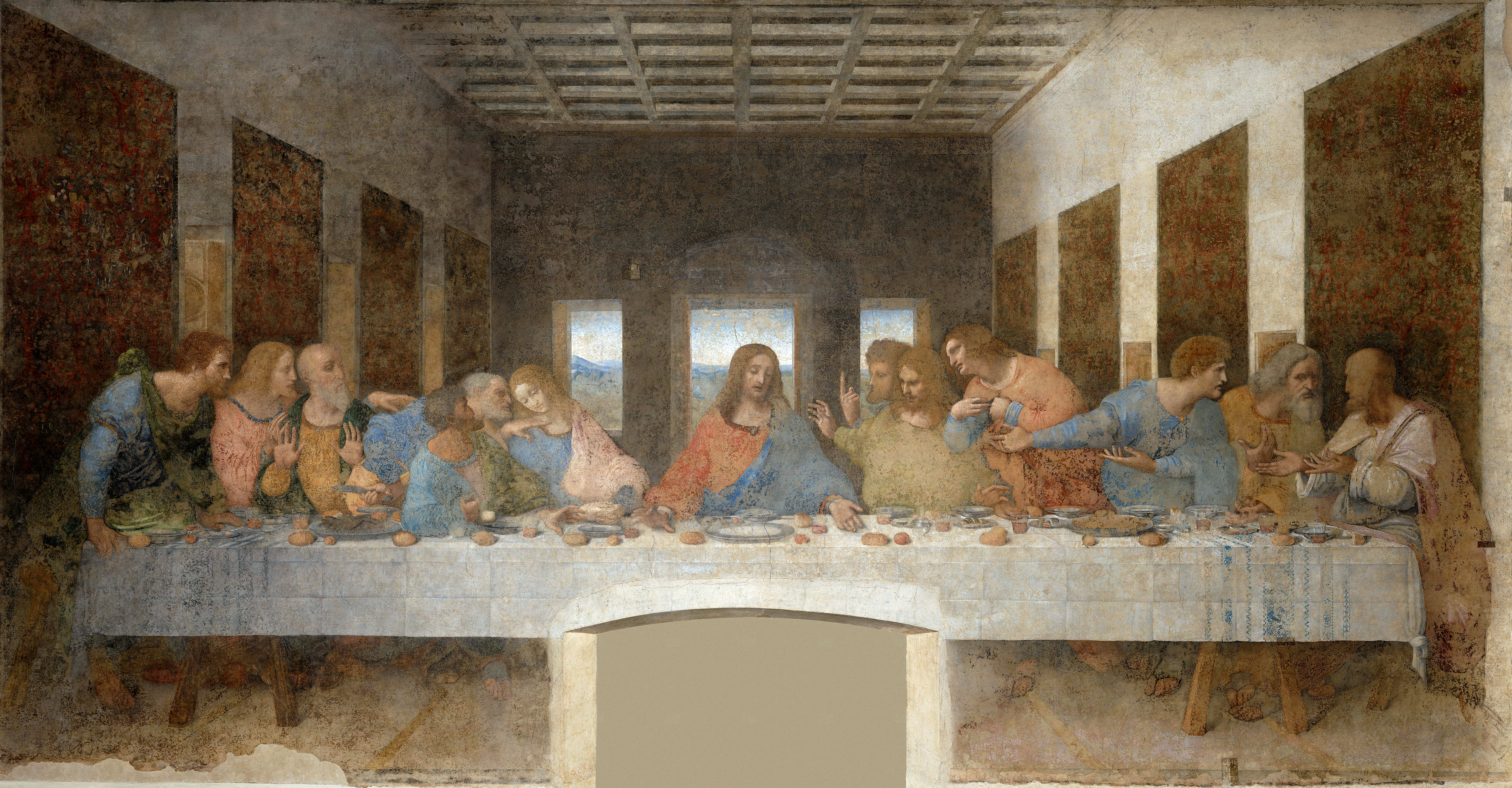
Фреска «Таємна вечеря», Леонардо да Вінчі, 1495–1497, Санта Марія делле Ґраціє, Мілан

Тає́мна вече́ря — остання трапеза, яку згідно з Євангелією Ісус розділив зі своїми апостолами в Єрусалимі перед своїм розп'яттям.
Таємну вечерю християни вшановують особливо у Великий четвер. Тайна Вечеря є біблійною основою для Євхаристії, також відомої як «Святе Причастя» або «Вечеря Господня».
Перше послання до коринтян містить найдавнішу відому згадку про Таємну вечерю. Чотири канонічні Євангелія стверджують, що Таємна вечеря відбулася на тижні Великодня, через кілька днів після тріумфального входу Ісуса в Єрусалим і перед тим, як Ісуса розіп’яли у Страсну п’ятницю. Під час трапези Ісус передрікає, що його зрадить один із присутніх апостолів, і передрікає, що до наступного ранку Петро тричі відречеться від свого знайомства.
Три синоптичні Євангелія та Перше послання до Коринтян містять розповідь про встановлення Євхаристії, під час якої Ісус бере хліб, ламає його та роздає присутнім, кажучи: «Це тіло Моє, що вам дається».  Євангеліє від Івана розповідає про Ісуса, який миє ноги апостолам, даючи нову заповідь «любити один одного, як Я полюбив вас»,  і містить детальну прощальну промову Ісуса, який називає апостолів, які дотримуються його вчення, «друзями, а не слугами», коли він готує їх до свого відходу.
Деякі вчені дивилися на Таємну вечерю як на джерело ранньохристиянських євхаристійних традицій.  Інші бачать розповідь про Таємну вечерю як похідну від євхаристійної практики 1-го століття, описаної Павлом у середині 50-х років.

## У Новому Заповіті
Ось як описує апостол Лука встановлення Тайни Євхаристії: 
| «Узявши ж хліб і вчинивши подяку, поламав і дав їм, проказуючи: Це тіло Моє, що за вас віддається. Це чиніть на спомин про Мене!» (Лк. 22:19) |
Апостол Матвій описує цей епізод у такий спосіб: 
| «А взявши чашу, і подяку вчинивши, Він подав їм і сказав: Пийте з неї всі» (Мт. 26:27) |

## Теологія Тайної Вечері
Св. Фома Аквінський розглядав Отця , Христа та Святого Духа як вчителів і майстрів, які дають уроки, іноді власним прикладом. Для Аквіната Таємна Вечеря і Хрест утворюють вершину вчення про те, що мудрість витікає з внутрішньої благодаті, а не з зовнішньої сили.  Для Аквінського, під час Таємної вечері Христос навчав своїм прикладом, показуючи цінність смирення (як це відображено в розповіді про обмивання ніг Іоанна) і самопожертви, а не через демонстрацію зовнішньої, чудодійної сили. 
Аквінський заявив, що ґрунтуючись на Євангелії від Івана 15:15 (у Прощальній промові), де Ісус сказав: «Я вже не називаю вас слугами, але Я називаю вас друзями», тих, хто є послідовниками Христа і бере участь у Таїнство Євхаристії стають його друзями, як зібрані за столом Тайної Вечері.  Для Аквінського під час Тайної Вечері Христос дав обітницю бути присутнім у Таїнстві Євхаристії та бути з тими, хто причащається в ній, як Він був зі Своїми учнями на Тайній Вечері. 
Жан Кальвін вірив лише в два таїнства Хрещення і «Вечері Господньої» (тобто Євхаристії). Таким чином, його аналіз євангельських розповідей про Тайну вечерю був важливою частиною всієї його теології.  Кальвін пов’язав синоптичні євангельські розповіді про Таємну Вечерю з промовою про Хліб Життя в Євангелії від Івана 6:35, де сказано: «Я — хліб життя. Той, хто приходить до Мене, ніколи не голодуватиме». 
Кальвін також вважав, що діяння Ісуса на Тайній Вечері слід наслідувати як приклад, заявляючи, що так само, як Ісус подякував Отцеві перед ламанням хліба, ті, хто йде до «Господнього Столу», щоб прийняти Таїнство Євхаристії, повинні дякувати за «безмежну Божу любов» і звершувати Таїнство як з радістю, так і з подякою. 

## Доля учнів-апостолів
Десять із присутніх у той день на Тайній вечері апостолів пізніше прийняли мученицьку смерть.

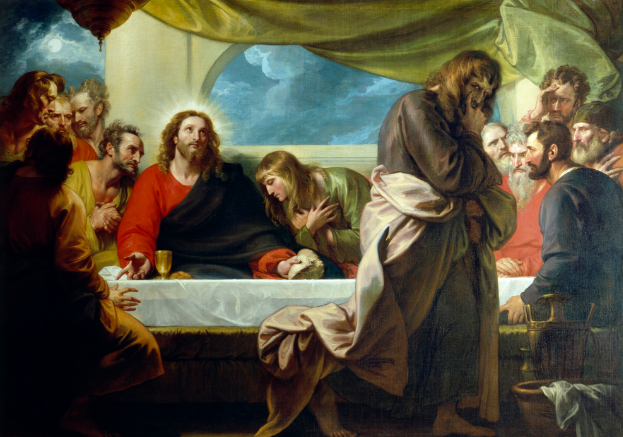
Таємна вечеря (Темна сторона Євхаристії), Бенджамін Вест, середина 18 століття

## У художньому мистецтві

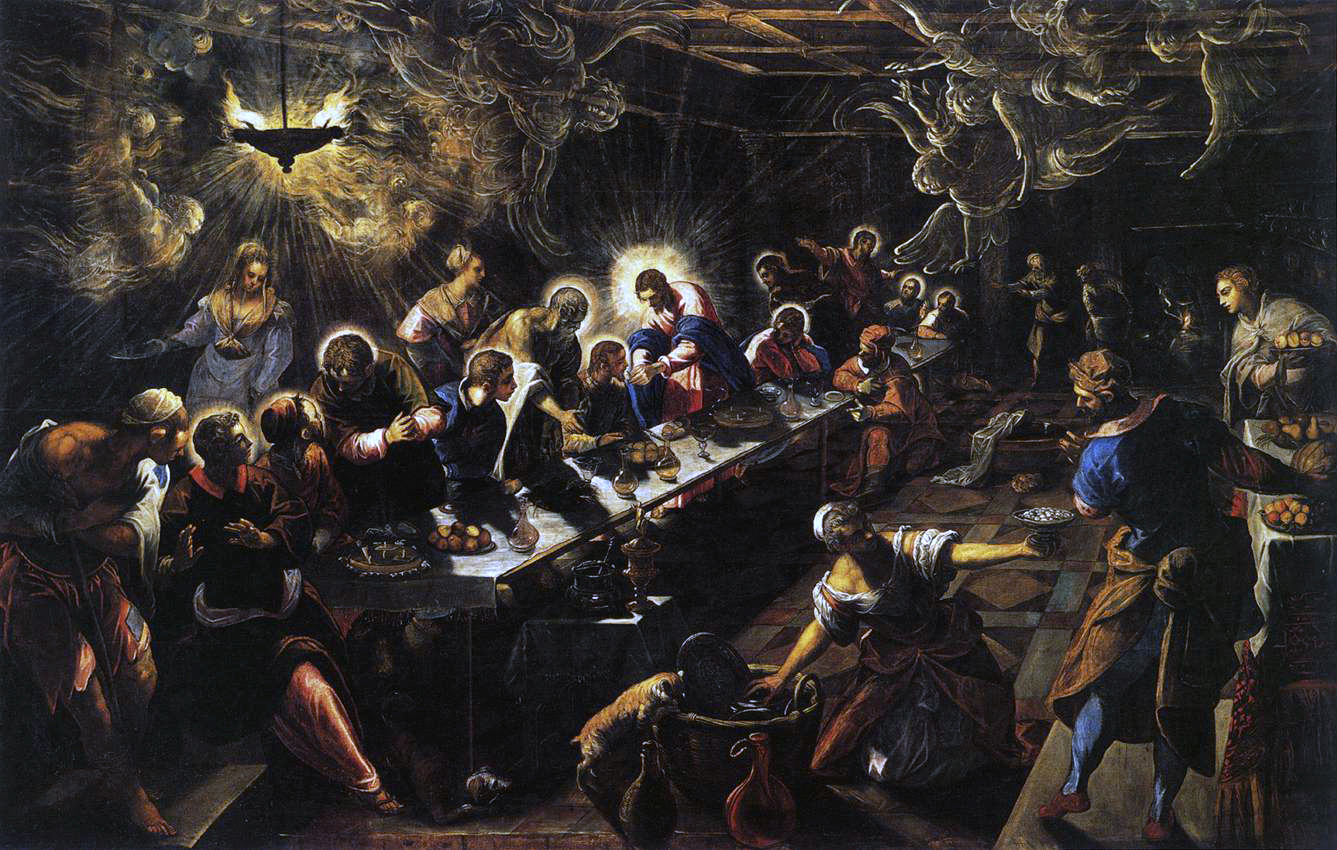
Таємна вечеря, Тінторетто, 1592–1594

Таємна вечеря була популярною темою в християнському мистецтві .  Такі зображення сягають раннього християнства , їх можна побачити в Римських катакомбах. Візантійські художники часто зосереджувалися на апостолах, які приймають Причастя, а не на лежачих фігурах, які їдять. До епохи Відродження Таємна вечеря була улюбленою темою італійського мистецтва. 
У зображеннях Таємної Вечері є три основні теми: перша — це драматичне та динамічне зображення оголошення Ісусом своєї зради . Другий момент – встановлення традиції Євхаристії. Зображення тут загалом урочисті та містичні. Третя головна тема — це прощання Ісуса з учнями , в якому Юда Іскаріот вже не присутній, покинувши вечерю. Зображення тут, як правило, меланхолійні, оскільки Ісус готує своїх учнів до свого відходу.  Існують також інші, рідше зображені сцени, такі як обмивання ніг учням. 
Найвідомішим зображенням Таємної вечері є « Таємна вечеря » Леонардо да Вінчі , яка вважається першим твором мистецтва Високого Відродження завдяки високому рівню гармонії. 

Серед інших уявлень, зображення Тінторетто незвичайне тим, що воно включає другорядних персонажів, які несуть або беруть страви зі столу  , а зображення Сальвадора Далі поєднує типові християнські теми з сучасними підходами сюрреалізму . Одним із найвідоміших зображень Тайної вечері в іконографії вважається фреска Леонардо да Вінчі.

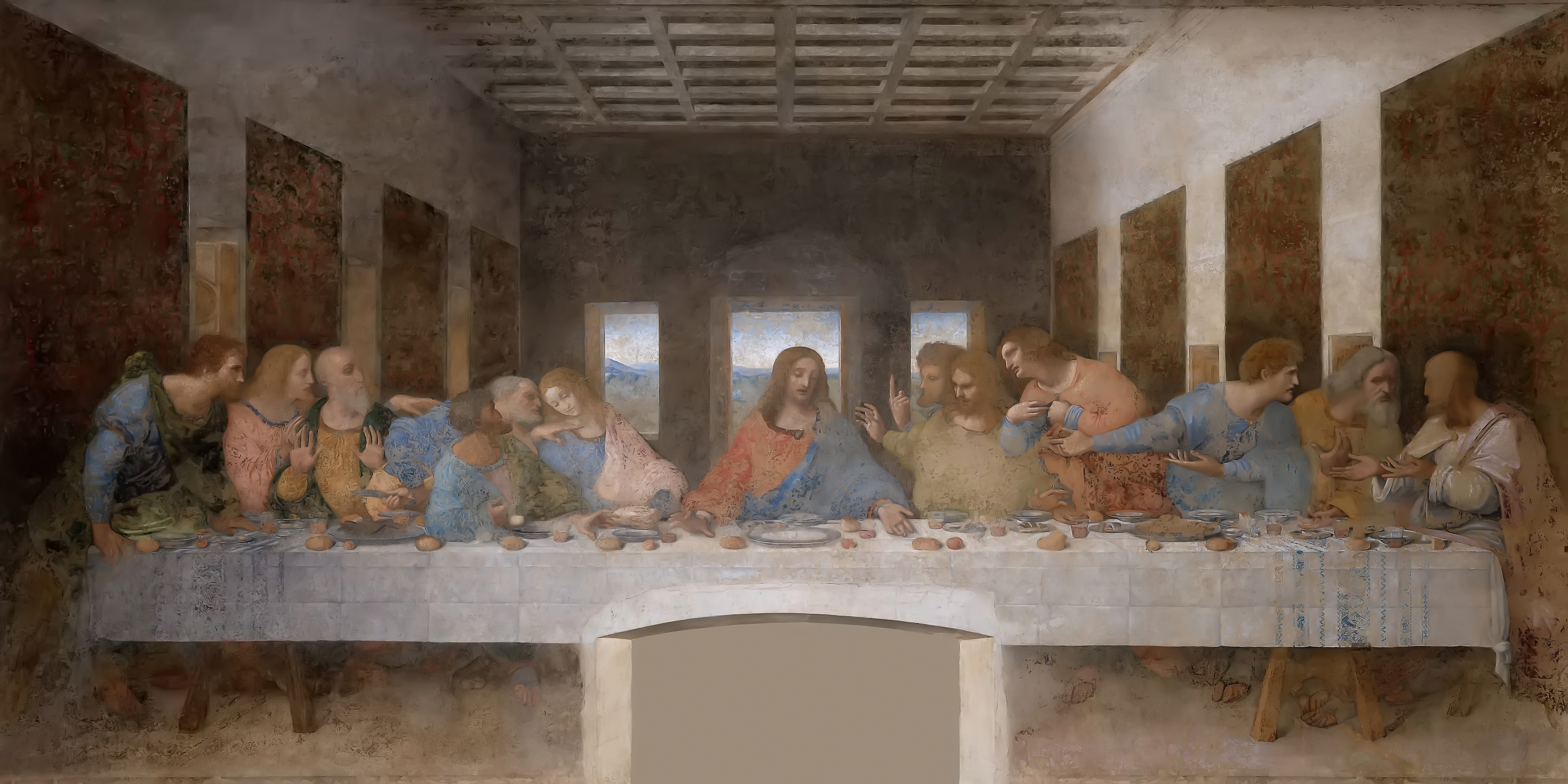
Таємна вечеря, Леонардо да Вінчі, кінець 15 століття